# Decapterus
A Decapterus a csontos halak (Osteichthyes) főosztályának a sugarasúszójú halak (Actinopterygii) osztályába, ezen belül a sügéralakúak (Perciformes) rendjébe és a tüskésmakréla-félék (Carangidae) családjába tartozó nem.

## Rendszerezés
A nembe az alábbi 11 faj tartozik:
- Decapterus akaadsi Abe, 1958
- Decapterus koheru (Hector, 1875)
- Decapterus kurroides Bleeker, 1855
- Decapterus macarellus (Cuvier, 1833)
- Decapterus macrosoma Bleeker, 1851
- Decapterus maruadsi (Temminck & Schlegel, 1843)
- Decapterus muroadsi (Temminck & Schlegel, 1844)
- Decapterus punctatus (Cuvier, 1829)
- Decapterus russelli (Rüppell, 1830)
- Decapterus smithvanizi (Seishi Kimura, Katahira & Kuriiwa, 2013)[1]
- Decapterus tabl Berry, 1968